# قیئیق‌چی
قیئیق‌چی (به لاتین: Qıyıqçı) یک منطقهٔ مسکونی در جمهوری آذربایجان است که در شهرستان فضولی واقع شده‌است.